# Город Зеро
«Го́род Зе́ро» — советский фантасмагорический художественный фильм режиссёра Карена Шахназарова, снятый в 1988 году на киностудии «Мосфильм».
Первоначально фильм был задуман как комедия абсурда, однако, как потом признавался сам режиссёр, фильм перерос первоначальный замысел. По словам Шахназарова, это картина о том, что «наше прошлое непознаваемо, так как оно постоянно мистифицируется».
По версии политолога-химика Сергея Кара-Мурзы, фильм представляет собой аллегорический зашифрованный сценарий, по которому происходил развал СССР.

В 2009 году фильм реставрирован киноконцерном «Мосфильм».

## Сюжет
Инженер машиностроительного завода из Москвы Алексей Варакин (Леонид Филатов) приезжает в провинциальный город в командировку с целью согласовать технические детали изменения конструкции кондиционеров, которые местный механический завод поставляет его предприятию на протяжении пятнадцати лет.
Несуразности начинаются уже на проходной завода, где не оказывается пропуска, который он заказал лишь полчаса тому назад. Секретарша директора завода работает совершенно обнажённой, но на это никто не обращает внимания. Директор (Армен Джигарханян) не знает, что главный инженер завода умер в результате несчастного случая ещё восемь месяцев назад.
В ресторане Варакин заказывает солянку, бифштекс и бутылку минеральной воды. Официант настоятельно предлагает в качестве подарка от повара десерт — торт в виде головы Варакина. Несмотря на предупреждение о том, что повар может обидеться и покончить с собой, Варакин возмущённо отказывается от угощения и собирается уйти, но гремит выстрел, и повар с револьвером в руке и пулей в сердце падает замертво на пол.
Варакин пытается поскорее убраться из странного города. Однако в кассе вокзала ему говорят, что билетов нет. Таксист вместо железнодорожной станции Перебродино привозит Варакина в Перебродово — глухомань, в которой почему-то оказывается местный краеведческий музей. Хранитель музея (Евгений Евстигнеев) предлагает подождать машину, а пока посмотреть экспозицию. И демонстрирует коллекцию диковинных экспонатов, найденных поблизости местным купцом Бутовым, страстным любителем археологии: саркофаг Дардана, останки когорты XIV легиона, кровать Аттилы, на которой тот надругался над вестготской королевой на глазах у своей орды, пистолет Петра Урусова, из которого тот, по словам хранителя, застрелил Лжедмитрия II, голова которого экспонируется тут же. Далее следуют восковые фигуры: первых исполнителей рок-н-ролла в этом городе; князя Владимира; эсера Азефа; монаха Юлиана — посла и разведчика венгерского короля Белы IV в России; батьки Махно с адъютантом Гаврюшей; Зиновия Пешкова в бытность его французским послом в Китае; местного поэта Василия Чугунова (стихи, декламируемые хранителем музея как принадлежащие этому персонажу, были написаны Николаем Пановым); начальника Гулага товарища Бермана; архитектора академика Ивана Фомина; бежавшего из ссылки молодого Сталина, произносящего тост за «светлое будущее». Завершается экскурсия экспозицией скульптора Троицкого «Грёзы», где с одной стороны изображён многонациональный советский народ, включая ударников производства, спортсменов и стиляг, а с другой — рок-музыканты, люди в форме клуба «Спартак», девушки в мини-юбках, члены общества «Память», воины-интернационалисты, хиппи и рокеры.
Варакин останавливается на ночлег у местного электрика, малолетний сын которого Миша сообщает постояльцу, что тот никогда не уедет из этого города, точно называет его фамилию, имя, отчество, год рождения (1945-й) и год смерти (2015-й), а также имена четырёх его дочерей, от лица которых тому поставят могильный памятник на здешнем кладбище. Появляется Анна, местная автомобилистка, которая на красных «Жигулях» пытается вывезти Варакина на станцию Перебродино, где останавливаются два московских поезда, но её пассажира перехватывает чёрная «Волга» с сотрудниками милиции.
Следователь (Алексей Жарков) предъявляет Варакину найденную в вещах погибшего повара фотографию с подписью, которая свидетельствует, что повар Николаев — отец Варакина и что настоящее имя Алексея — Махмуд. С Варакина взята подписка о невыезде, но следователь оставляет за ним возможность обжаловать данное решение у прокурора города. Варакин продолжает считать случившееся недоразумением. Местный прокурор (Владимир Меньшов) приглашает Варакина к себе и признаётся ему в своём потаённом желании совершить какое-нибудь отчаянное немотивированное преступление, «что-нибудь такое, сумасшедшее, чего от тебя совсем никто не ждёт». Он также излагает свою версию произошедшего, согласно которой трагедия в ресторане — не самоубийство, а спланированное убийство. Внезапно заигравший в тот вечер джаз призван был отвлечь внимание Варакина от выстрела. Прокурор рассказывает о серьёзности дела и излагает философию укрепления российского государства «со времён татаро-монгольского нашествия». Государство отнимает индивидуальность, а взамен даёт сопричастность величию, силе и бессмертию. Однако, по мнению прокурора, современные советские люди соблазняются «западными идейками», что угрожает российской государственности, но тем не менее «все наши революции в конечном счёте приводили не к разрушению, а к укреплению и усилению государства, и так будет всегда». Прокурор убеждён, что дело Николаева, на первый взгляд совершенно пустячное, имеет чрезвычайно глубокий смысл, касается интересов государства, поэтому уезжать Варакину ни в коем случае нельзя.
То, что воспринимается Варакиным как несуразность и полный абсурд, для жителей города, судя по всему, — обыденность. Сначала Варакин поражается происходящему и пытается как-то бороться с цепью иррациональных событий, которые с ним происходят, но мало-помалу смиряется с обстоятельствами, приспосабливается к ним и тоже начинает принимать иррациональный ход вещей как данность. Он уже не возражает против того, что является Махмудом, родным сыном погибшего повара Николаева.
Анна умоляет ехать вместе с ней на дачу к поэту Чугунову (Олег Басилашвили). Тот рассказывает Варакину, что повар Николаев был тем самым «первым исполнителем рок-н-ролла» в городе, на молодёжном вечере во Дворце культуры имени Жданова 18 мая 1957 года, а его недоброжелатель, секретарь горкома комсомола, позднее стал прокурором. Чугунов приглашает Варакина на открытие Клуба поклонников рок-н-ролла имени Николаева, где оказывается вся элита этого города. Чугунов на открытии заявляет, что это «победа демократии». Начинаются танцы. Прокурор пытается застрелиться на глазах у всех присутствующих, но пистолет несколько раз даёт осечку.
К Варакину в номер приходит бывшая партнёрша Николаева по рок-н-ролльному танцу. Она с помощью своего сына рассказывает о своей нелёгкой судьбе, как её исключили из комсомола и медучилища, после чего она пробовала отравиться уксусом, но лишь потеряла голос. Потом приходят Чугунов и прокурор. Затем ещё несколько человек. Компания перемещается на природу к «дубу власти Дмитрия Донского». Прокурор неожиданно советует Варакину бежать, и тот бежит, в тумане находит лодку без вёсел и, оттолкнувшись от берега, отплывает в ней на стрежень, где лодку подхватывает течение. Дальнейшая судьба героя неясна.

## Роли исполняют
- Леонид Филатов — Алексей Михайлович Варакин, инженер московского машиностроительного завода
- Олег Басилашвили — Василий Николаевич Чугунов, писатель, председатель городской писательской организации
- Владимир Меньшов — Николай Иванович Смородинов, прокурор города, бывший секретарь городского комитета ВЛКСМ
- Армен Джигарханян — Пал Палыч, директор местного механического завода «Росагропрома»
- Евгений Евстигнеев — директор местного краеведческого музея
- Алексей Жарков — следователь
- Пётр Щербаков — Степан Филиппович Иванов, председатель горисполкома
- Елена Аржаник — Нина, секретарь директора местного механического завода
- Татьяна Хвостикова — Анна, водитель автомобиля «Жигули»
- Юрий Шерстнёв — Курдюмов, официант местного ресторана «Днепр»
- Евгений Зернов — Николаев, повар ресторана «Днепр»

## Съёмки
- Натурные съёмки проводились в городе Коломне (Московская область), в городе Москве в здании Измайловского Дома культуры строителей (сцена открытия Клуба поклонников рок-н-ролла имени Николаева), однако было много павильонных съёмок[2].
- Некоторые эпизоды фильма снимались в городе Грязовец (Вологодская область).
- Во время создания фильма Карен Шахназаров единственный раз в жизни выпил на съёмочной площадке — во время сцены в прокуратуре прокурор был настолько вдохновлён творчеством режиссёра, что решил поговорить с режиссёром за рюмкой коньяка[2].

## Награды
- Приз «Золотой Хьюго» на Международном кинофестивале в Чикаго, 1989
- Серебряный приз на МКФ в Вальядолиде, 1989
- Приз Европейской ассоциации научной фантастики за лучший фильм на МКФ в Сан-Марино, 1989

## Интерпретация
По версии Сергея Кара-Мурзы, в абсурдистской сновидческой картине «Город Зеро» режиссёра Шахназарова (сына одного из главных помощников М. С. Горбачёва) сжато и талантливо изложена разрушительная программа перестройки, включая методы ненасильственного воздействия на массовое сознание, парализующие волю к сопротивлению и спасению. Фильм может рассматриваться как зашифрованный сценарий, по которому происходил развал СССР. Конспирологическую версию о тайном замысле режиссёра Кара-Мурза изложил в книге «Манипуляция сознанием», где дал подробную интерпретацию событий в картине. Тайнопись как политический инструмент, указывал Кара-Мурза, используется в художественных произведениях уже много столетий. Сам Шахназаров сначала не признавал версию Кара-Мурзы, отрицая столь коварную подоплёку и считая свой фильм всего лишь аполитичной развлекательной комедией-фарсом с элементами абсурда, однако затем согласился, что фильм перерос первоначальный замысел.

## Музыка, реквизит и декорации
- Экспонаты музея на деле являются не восковыми фигурами, а живыми картинами.
- «Дубы власти» в России, заставшие Димитрия Донского, произрастают в роще близ Сытного двора в Коломенском[5] и в Кунцево[6].
- Среди уроженцев города упоминается реальный персонаж — академик, архитектор Иван Фомин, «который обсуждает в 1934 году с товарищами Хрущёвым и Кагановичем проект возведения на Красной площади величественного здания Наркомтяжпрома». Фомин действительно проектировал здание Народного комиссариата тяжёлой промышленности СССР (в фильме показывается проект здания НКТП, авторами которого были архитекторы братья Веснины и С. В. Лященко и который также предполагалось возвести на Красной площади на месте ГУМа). Академик Фомин родился в Орле.
- Вопреки утверждению Варакина о том, что «римляне никогда не были на территории СССР», это не так. Известно, что римляне доходили до Северного Причерноморья, в частности до Крыма, а также были на территории Армении. В 1930-е годы на территории Азербайджана, у подножья горы Беюк-даш (Гобустанский археологический заповедник к югу от Баку) была найдена каменная плита с латинской надписью, датируемой I веком нашей эры (между 84 и 96 годами). Надпись гласит: Imp Domitiano Caesare avg Germanic L Julius Maximus Leg XII Ful. Перевод: «Время императора Домициана Цезаря Августа Германского, Луций Юлий Максим, Центурион XII Легиона Молниеносного». Возможно, в гобустанской надписи упоминается отряд XII легиона, который был истреблён местными жителями Апшерона. Император Домициан послал легион на помощь союзным царствам Иберии и Албании на Кавказ — считается, что это был самый далеко зашедший на восток от Рима легион[7].
- Имя Алексей Варакин носит также главный герой другого фильма Шахназарова — «Американская дочь» (1995).